# Wasif al-Turki
Waṣīf al-Turkī (in arabo ﻭﺻﻴﻒ ﺍﻟﺘﺮﻛﻲ‎?, ossia "Waṣīf il Turco"; fl. IX secolo) è stato un comandante militare turco di spicco durante il califfato degli abbasidi al-Muʿtaṣim, al-Wāthiq bi-llāh e al-Mutawakkil (847-861) e al-Muntaṣir.
Non si sa nulla di preciso della sua etnia e della sua origine geografica (quasi certamente il Mā warāʾ al-Nahr), essendo stato comperato come schiavo (ghulām, o mawlā), verso l'815-16/200 E., dal Califfo abbaside al-Muʿtaṣim, ai cui ordini egli rimase sempre fedelissimo, sembra per operare come "armiere" (zarrād).
Secondo l'esame fatto da Hugh Kennedy la prima fonte a parlare di Waṣīf sarebbe al-Ya'qubi nel suo noto Kitāb al-buldān (Il libro delle contrade), in cui sarebbe indicato, nella nuova capitale di Sāmarrāʾ, come uno dei quwwād turchi, originari dell'Asia centrale, così come Ashinās, Ītākh, Khāqān ʿUrṭūj, al-Afshīn o Bugha il Vecchio, tutti al servizio di al-Muʿtaṣim e presto a capo dei reggimenti dei Farāghina (composta cioè dai militari originari del Fergana), dell'Ushrūsaniyya (vale a dire dei militari delle aree gravitanti sulla pianura dell'Ushrūsana) e dell'Ishtākhanjiyya (formata con soldati provenienti dalle regioni dell'Ishtākhanj, in Khorāsān). 
Reso quasi subito uomo libero da al-Muʿtaṣim, la sua carriera militare fu rapida e - come per tutti gli altri comandanti turchi - notevolmente redditizia, potendo vantare ricche proprietà a Isfahan e ad Hamadan.

## Durante l'anarchia di Samarra
Prima della piena manifestazione della cosiddetta Anarchia di Samarra Waṣīf ebbe modo di mettersi in luce ulteriormente.

Durante il califfato di al-Mustaʿīn, convinse infatti il califfo, unitamente a Bugha al-Sharabi (il Giovane), perché abbandonasse Sāmarrāʾ alla volta dell'antica capitale abbaside. La fazione turca a loro avversa reagì però nominando califfo al-Muʿtazz e ponendo sotto assedio Baghdad nell'865.
La sua figura di importante esponente della classe dominante ebbe modo di mostrarsi quando nell'841  morì il Califfo al-Wāthiq bi-llāh (Il fiducioso in Dio).

Lo si ritrova infatti intorno al suo capezzale di morte, insieme a tutti i principali collaboratori di al-Wāthiq: il vizir Ibn al-Zayyāt, al giudice supremo (qāḍī al-qudāt) Aḥmad b. Abī Duʾād, a Ītākh, a ʿUmar b. al-Faraj, ad Aḥmad b. Khālid Abū l-Wazīr e a Bughā il Giovane (o "al-Sharābī").
Fu grazie al suo intervento che la dignità califfale non fu offerta al figlio di al-Wāthiq, Muḥammad, ma al fratello ventiseienne del defunto, Jaʿfar, il suo laqab sarà quello di al-Mutawakkil ʿalā Allāh (il Confidente in Dio).
L'errore del nuovo califfo (assai meno remissivo di quanto i suoi "grandi elettori" non avessero inizialmente sperato) fu quello di provare ad eliminarli tutti, per recuperare quella libertà di movimento politico che gli era di fatto fortemente preclusa, chiosata dalla volontà di abbandonare Sāmarrāʾ in favore della nuova residenza di al-Jaʿfariyya (una trentina di chilometri più a nord della capitale abbaside) che lo allontanasse anche fisicamente dai pervasivi Turchi. Dopo aver fatto giustiziare con i più diversi pretesti sia Ibn al-Zayyāt sia Ītākh al-Ṭabbākh, fu il turno di Waṣīf, i cui beni a Iṣfahān furono sequestrati per disposizione di al-Mutawakkil e assegnati al collaboratore e intimo amico d'infanzia del califfo, al-Fatḥ ibn Khāqān.
Un complotto fu portato perciò a termine da Bughā il Giovane e Waṣīf, concluso dall'assassinio di al-Mutawakkil e di al-Fatḥ ibn Khāqān (che cercò inutilmente di fare da scudo col suo corpo al Califfo). La successione fu garantita a al-Muntaṣir e lo stesso Waṣīf concesse immediatamente la sua bayʿa al primogenito di al-Mutawakkil, che era stato certamente parte attiva della congiura, nel timore che il padre alterasse l'ordine della successione in favore del fratello di al-Muntaṣir, al-Muʿtazz.
Si apriva in quel modo il lungo distruttivo periodo dell'Anarchia di Sāmarrāʾ.